# Jorge Sanguinetti
Jorge Sanguinetti Sáenz (Montevideo, 14 de noviembre de 1934-Colonia del Sacramento, 5 de enero de 2017) fue un político uruguayo, perteneciente al Partido Colorado.

## Ámbito político
Radicado en el departamento de Colonia, desarrolló allí toda su carrera política. Empresario, dirigió varias empresas en diversos rubros agropecuarios e industriales. En 1968 pasó a integrar durante tres años el Consejo Directivo de la Universidad del Trabajo del Uruguay (UTU), organismo estatal que dirige la enseñanza técnico-profesional.

Afiche político de las elecciones de 1989. Sanguinetti fue compañero de fórmula del candidato quincista Jorge Batlle bajo el lema de campaña "Para volver a vivir".

Durante la transición democrática luego de la dictadura militar instaurada en 1973, fue elegido Secretario General del Partido Colorado en Colonia. En 1985 el presidente Julio María Sanguinetti, lo designó Ministro de Transporte y Obras Públicas. Ocupó este cargo hasta 1989, cuando renunció para acompañar la candidatura presidencial de Jorge Batlle como candidato a Vicepresidente de la República. Las elecciones de noviembre de ese año dieron la victoria a Luis Alberto Lacalle.
En los años siguientes no ocupó cargos de relevancia. En las elecciones municipales de mayo de 2000 fue candidato a Intendente Municipal de Colonia, pero fue derrotado por el nacionalista Carlos Moreira, que obtuvo la reelección en el cargo. En diciembre de ese año, asumió la presidencia del Ente autónomo estatal ANCAP. Desde ese cargo apoyó la sanción de la Ley 17.448, de enero de 2002, que autorizaba la asociación del organismo con empresas privadas. Sin embargo, la norma fue dejada sin efecto por un referéndum celebrado en diciembre de 2003, por iniciativa de diversas organizaciones sociales. Sanguinetti dejó la presidencia de ANCAP en mayo de 2004.

## Familia
Sanguinetti se casó en segundas nupcias con Myra Tebot.
Su sobrina Carmen incursionó en política en el movimiento Ciudadanos; fue elegida senadora como suplente del líder Ernesto Talvi, asumiendo su banca en marzo de 2020.